# Orgel der Lutherkirche (Apolda)
Die Orgel der Lutherkirche Apolda wurde 1894 von der Firma Wilhelm Sauer in Frankfurt (Oder) erbaut. Sie ist ein typisches Beispiel für den Orgelbau der deutschen Spätromantik. Nach zwei Umbauten in den Jahren 1933 und 1953 bis 1959 verfügt das Instrument über 47 Register, verteilt auf drei Manualen und Pedal.

## Baugeschichte

### Neubau durch Sauer 1893/94
Der Orgelbau wurde 1892 für die im Bau befindliche Kirche ausgeschrieben. Die Disposition gab der Weimarer Hoforganist Alexander Wilhelm Gottschalg vor. Neben Sauer bewarben sich u. a. Friedrich Ladegast und Eberhard Friedrich Walcker. Sauer, der bereits mit Johannes Otzen, dem Architekten der Kirche, zusammengearbeitet hatte, erhielt den Zuschlag. Otzen entwarf auch das Gehäuse.
Typisch für die Orgel der deutschen Spätromantik ist die Häufung von 8′-Registern mit ihrem Aufbau Gedackt–Flöte–Streicher-Prinzipal auf jedem Manual. Diese Anordnung ist in Mensurierung und Lautstärke nach oben hin abnehmend, das Schwellwerk daher eher ein Echowerk.
Bei der Traktur handelt es sich um eine Übergangsbauweise. Die Windladen sind als mechanische Kegelladen gebaut, die durch pneumatische Relais angesteuert werden.
| I Manual C–f3     |       |
| Bordun            | 16′   |
| Prinzipal         | 16′   |
| Gedackt           | 08′   |
| Hohlflöte         | 08′   |
| Viola di Gamba    | 08′   |
| Prinzipal         | 08′   |
| Flûte harmonique0 | 04′   |
| Oktave            | 04′   |
| Quinte            | 2 ⁄3′ |
| Oktave            | 02′   |
| Mixtur V          | 04′   |
| Cornett III–IV    |       |
| Trompete          | 08′   |

| II Manual C–f3   |     |
| Lieblich Gedackt | 16′ |
| Lieblich Gedackt | 08′ |
| Flauto traverso  | 08′ |
| Salicional       | 08′ |
| Geigenprinzipal  | 08′ |
| Rohrflöte        | 04′ |
| Fugara           | 04′ |
| Piccolo          | 02′ |
| Progressio IV–V0 |     |
| Oboe             | 08′ |

| III Manual C–f3    |    |
| Harmonika          | 8′ |
| Vox coelestis      | 8′ |
| Zartgedackt        | 8′ |
| Konzertflöte       | 8′ |
| Prinzipal amabile0 | 8′ |
| Vox angelica       | 4′ |
| Zartflöte          | 4′ |

| Pedal C–d1     |         |
| Untersatz      | 32′     |
| Prinzipalbass0 | 16′     |
| Violonbass     | 16′     |
| Subbass        | 16′     |
| Quinte         | 10 2⁄3′ |
| Gedacktbass    | 08′     |
| Violoncello    | 08′     |
| Oktavbass      | 08′     |
| Oktave         | 04′     |
| Posaune        | 16′     |
| Trompete       | 08′     |

- Koppeln: II/I, III/II, I/P, II/P.
- Spielhilfen: Rollschweller, feste Kombinationen pp, p, mf, f, Tutti.

### Umbau durch Sauer 1933
1933 veränderte die Firma Sauer, die damals bereits von Walcker übernommen worden war, Technik und Disposition.
Die pneumatische Steuerung wurde verstärkt, um mehr Spielhilfen einrichten zu können und damit mehr Spielkomfort zu erreichen. Die Registerstaffeln des Spieltisches wurden zu diesem Zweck komplett erneuert. Außerdem wurden zusätzliche Register eingebaut, um die klangliche Bandbreite des Schwellwerks zu vergrößern. Dazu wurde eine zweite pneumatische Kegellade eingesetzt.
Die Register des II. Manuals wurden in einen zusätzlichen Schwellkasten gestellt, so dass durch Ankoppeln des III. Manuals ein größeres Schwellwerk entsteht.
Die neuen hochklingenden Register, die Schärfung der Hauptwerksmixtur, die beiden neuen kurzbecherigen Zungenstimmen sowie die gleichzeitige Schwächung des klanglichen Fundamentes durch den Wegfall der Quinte 102/3′ im Pedal und des Bordun 16′ im Hauptwerk zeigen die Tendenz zu einem neobarocken Klangbild.
| I Manual C–f3     |        |
| Prinzipal         | 16′    |
| Gedackt           | 08′    |
| Hohlflöte         | 08′    |
| Viola di Gamba    | 08′    |
| Prinzipal         | 08′    |
| Flûte harmonique0 | 04′    |
| Oktave            | 04′    |
| Quinte            | 2 ⁄3′  |
| Oktave            | 02′    |
| Cornet III–IV     |        |
| Mixtur V          | 5 1⁄3′ |
| Trompete          | 08′    |
| Krummhorn*        | 08′    |

| II Schwellwerk C–f3 |     |
| Lieblich Gedackt    | 16′ |
| Lieblich Gedackt    | 08′ |
| Flauto traverso     | 08′ |
| Salicional          | 08′ |
| Oktave              | 04′ |
| Rohrflöte           | 04′ |
| Fugara              | 04' |
| Piccolo             | 02′ |
| Progressio IV–V0    |     |
| Oboe                | 08′ |

| III Schwellwerk C–f3 |       |
| Harmonika            | 08′   |
| Vox coelestis        | 08′   |
| Zartgedackt          | 08′   |
| Konzertflöte         | 08′   |
| Prinzipal amabile0   | 08′   |
| Vox angelica         | 04′   |
| Zartflöte            | 04′   |
| Quinte*              | 2 ⁄3′ |
| Blockflöte*          | 02′   |
| Sifflöte*            | 01′   |
| Cymbel* II           |       |
| Trichterregal*       | 08′   |

| Pedal C–d1           |     |
| Untersatz            | 32′ |
| Prinzipalbass0       | 16′ |
| Violonbass           | 16′ |
| Subbass              | 16′ |
| Sanftbass            | 16′ |
| Gedacktbass          | 08′ |
| Violoncello          | 08′ |
| Oktavbass            | 08′ |
| Oktave               | 04′ |
| Posaune              | 16′ |
| Trompete             | 08′ |
| Blockflöte (aus III) | 02′ |

Die mit * gekennzeichneten Register und Spielhilfen sind neu.
- Koppeln: II/I, III/II, III/I*, I/P, II/P, III/P*
- Spielhilfen: Rollschweller, cresc. ab, zwei freie Kombinationen, feste Kombinationen Pleno* und Tutti, Automatische Pedalumschaltung*, Pedal-Tutti*, Zungenstimmen ab*

Anmerkungen A
1. ↑  Zusammensetzung verändert.
2. ↑  Schwellkasten neu.
3. ↑  vorher Bordun 16′ I. Manual.

### Umbau durch Kirchner 1953–1959

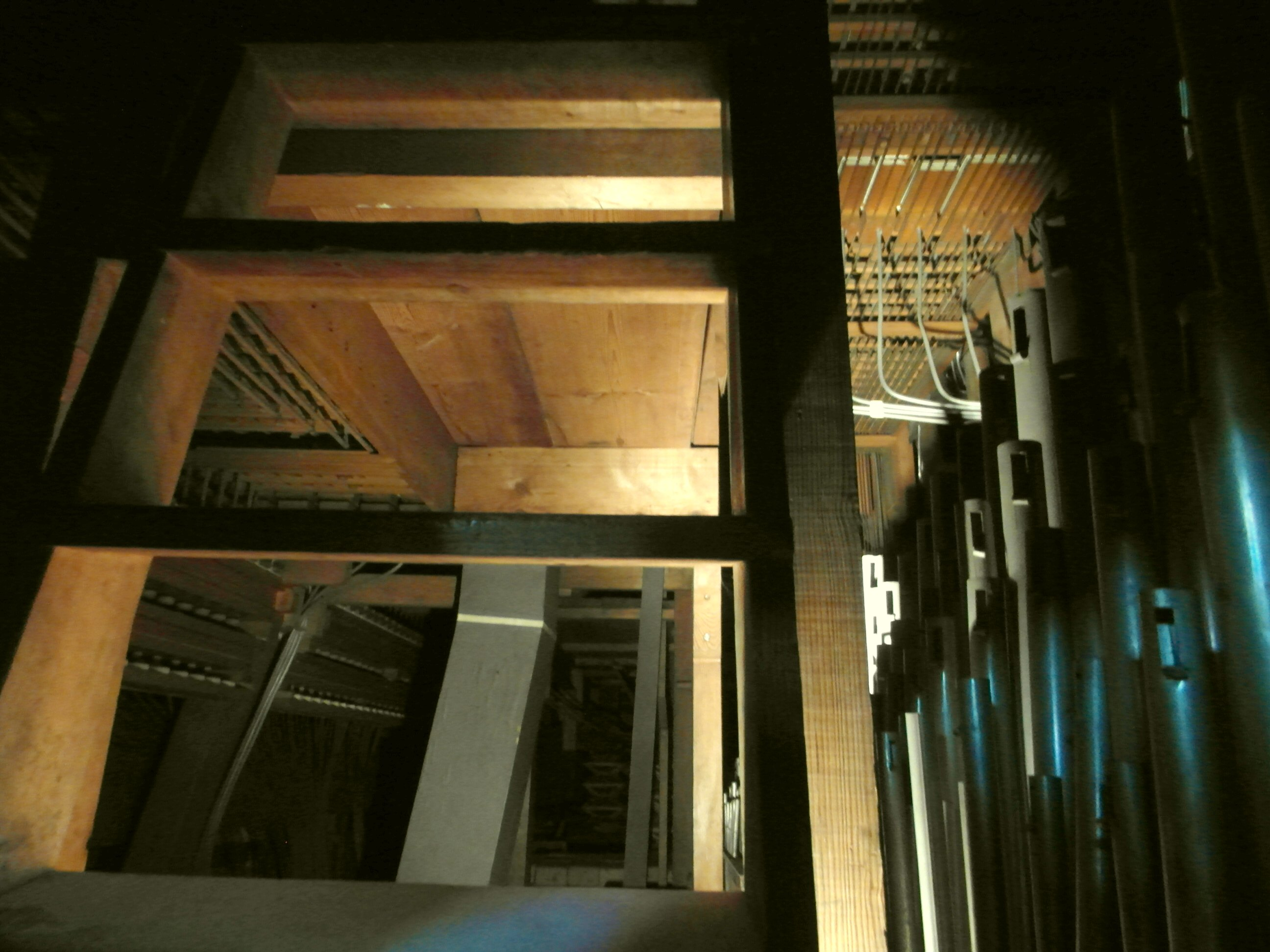
Lutherkirche, im Innern der Sauer-Orgel

Von 1953 bis 1959 nahm der Orgelbauer Gerhard Kirchner aus Weimar verschiedene weitere Veränderungen vor: Die zusätzlichen Register auf dem III. Manual wurden erneut geschärft, eine Terz auf einer dritten Windlade hinzugefügt und der Prinzipal 8′ auf dem II. Manual zur viel helleren Oktave 4′ umgestellt. Das romantische Streichregister Fugara 4′ wurde zugunsten eines Sesquialters aufgegeben. Dadurch wurde die neobarocke Tendenz der Umbauten der 1930er Jahre weiter verstärkt.
Außerdem wurde der Pedalumfang durch eine zusätzliche Lade um drei Töne bis f1 erweitert. Die Begründung für diese Maßnahme war, dass man so auch die F-Dur-Toccata von Johann Sebastian Bach darauf spielen konnte. Das Cornett im Hauptwerk wurde zerlegt, um eine Pedalmixtur mit Pfeifen daraus bestücken zu können. Die Orgel wurde zudem höhergestimmt, da der Kammerton a1 zu Zeiten der Erbauung der Orgel noch bei 435 Hz lag.
Die zusätzlichen Windladen und die komplexe Spieltischtechnik verursachen jedoch bis heute Steuerungsprobleme, die Wartung der Orgel ist durch die Einbauten erheblich erschwert worden. Die hinzugefügten Register stechen andererseits klanglich deutlich vom romantisch-grundtönigen Registerfundus ab. Das Höherstimmen hat außerdem einige Pfeifen an die Intonationsgrenze gebracht.

## Disposition seit 1959
| I Manual C–f3     |        |
| Prinzipal         | 16′    |
| Gedackt           | 08′    |
| Hohlflöte         | 08′    |
| Viola di Gamba    | 08′    |
| Prinzipal         | 08′    |
| Flûte harmonique0 | 04′    |
| Oktave            | 04′    |
| Quinte            | 2 ⁄3′  |
| Oktave            | 02′    |
| Mixtur V          | 5 1⁄3′ |
| Terz              | 1 3⁄5′ |
| Trompete          | 08′    |
| Krummhorn         | 08′    |

| II Schwellwerk C–f3 |       |
| Lieblich Gedackt    | 16′   |
| Lieblich Gedackt    | 08′   |
| Flauto traverso     | 08′   |
| Salicional          | 08′   |
| Oktave              | 04′   |
| Rohrflöte           | 04′   |
| Sesquialter II      | 2 ⁄3′ |
| Piccolo             | 02′   |
| Progressio IV–V0    |       |
| Oboe                | 08′   |

| III Schwellwerk C–f3 |        |
| Harmonika            | 08′    |
| Vox coelestis        | 08′    |
| Zartgedackt          | 08′    |
| Konzertflöte         | 08′    |
| Prinzipal amabile0   | 08′    |
| Vox angelica         | 04′    |
| Zartflöte            | 04′    |
| Oktave*              | 02′    |
| Terz*                | 1 3⁄5′ |
| Quinte*              | 1 ⁄3′  |
| Ital. Prinzipal*     | 01′    |
| Cymbel III           |        |
| Trichterregal        | 08′    |

| Pedal C–f1       |     |
| Untersatz        | 32′ |
| Prinzipalbass0   | 16′ |
| Violonbass       | 16′ |
| Subbass          | 16′ |
| Gedacktbass      | 08′ |
| Violoncello      | 08′ |
| Oktavbass        | 08′ |
| Oktave           | 04′ |
| Oktave           | 02′ |
| Rauschpfeife* IV |     |
| Posaune          | 16′ |
| Trompete         | 08′ |

Die mit * gekennzeichneten Register und Spielhilfen sind neu.
- Koppeln: II/I, III/II, III/I, I/P, II/P, III/P
- Spielhilfen: Rollschweller, cresc. ab, zwei freie Kombinationen und Pleno, Tutti, zwei freie Pedalkombinationen*, Pedal-Tutti*, Zungenstimmen ab

Anmerkungen B
1. ↑  Aus Cornett III–IV.
2. ↑  Aus Geigenprinzipal 8′.
3. ↑  Aus Quinte 2 2⁄3′ (III) und Blockflöte 2′ (III).
4. ↑  auf zusätzlicher Windlade.
5. ↑  Um zusätzliche Reihe erweitert.
6. ↑  Durch Umdisponierung im III. Manual.
7. ↑  teilweise aus Cornett III–IV (I).

## Technische Daten
- 47 Register, 61 Pfeifenreihen, ca. 3.000 Pfeifen.
- Windlade: Kegellade.
- Traktur:
  - Tontraktur: Mechanisch mit pneumatisch angesteuerten Barkerhebeln. Schwellwerk: Pneumatisch.
  - Registertraktur: Pneumatisch.

## Sanierung ab 2018
Im Januar 2018 wurde die Orgel mit ihren fast 3.200 Pfeifen innerhalb einer Woche von Mitarbeitern der Orgelbaufirma Jehmlich aus Dresden komplett ausgebaut, zu jedem ausgebauten Stück wurde je ein Protokoll gefertigt. Auch der Orgelraum und die Orgelempore sollen grundhaft saniert werden. Nach erster Begutachtung weisen vor allem die Holzpfeifen kaum Schäden aufgrund von Schimmel, Holzwurm oder Wassereintritt auf. Zuletzt wurde die Orgel 1966 restauriert.
Ziel ist, den Originalzustand von 1894 wieder zu erschaffen und Umbauten zu entfernen. Der Einbau des Instruments dauert voraussichtlich drei Monate. Die erforderlichen Investitionen werden auf mehr als 300 .000 Euro geschätzt. 2022 konnte die Orgel wieder eingeweiht werden.
Bei einem Wettbewerb der Stiftung Orgelklang wurde die Orgel der Lutherkirche Apolda zur „Orgel des Jahres 2023“ gewählt.